# M.C.D. (banda)
M.C.D. (acrónimo de Me Cago en Dios) es un grupo de punk español procedente de Bilbao, formado en 1979 tras la explosión musical ocurrida en el Reino Unido a mediados y finales de los años 1970.
Al grupo se le consideró dentro de la etiqueta comercial denominada rock radical vasco, que agrupó a formaciones tan dispares como La Polla Records, Cicatriz, Kortatu, Vómito y Tijuana in Blue.

## Primera etapa
M.C.D. nació en Bilbao entre 1978-1979 fundado por Niko (bajo) y su hermano Bernar (batería) buscando entre sus colegas, locos por MC5, Stooges, Dr Feelgood o Sex Pistols, voz y guitarra. Compartían local de ensayo con grupos como Dreams, Crisis, Fase o Zanahoria Eléctrica. El grupo debuta en directo junto a Vulpes en 1981, en el concurso Tope con Bronkoki (voz), Bernar (batería), Ruffus Fuck-Off (guitarra) y Niko (bajo).
A mediados de los años 80, Niko y Rockan, con la ayuda de Virgi y Bernar, graban su única maqueta, Empezamos un 23-F, cinta que fue muy pirateada. La banda no da muchos conciertos, pero va incluyendo escándalos como el de los Carnavales de Bilbao, donde el grupo es "prohibido" en conciertos municipales de su ciudad; el grupo va encontrando su sonido con la entrada en la guitarra de Joakin, en 1986. Tras grabar un álbum compartido, Condenados a luchar (Discos Suicidas), se estrenan con un álbum propio y en directo, Bilboko Gaztetxean, también con Discos Suicidas, en enero de 1987.
En 1988, tras muchos años de tener a Bernar de prestado, entra Jimmi a la batería, viejo conocido de otra banda llamada Gazte Hilak donde compartieron con Yon Zamarripa (Cancer Moon), Pepe, Loles y Estíbaliz (ambas en Vulpes). Este mismo año graban el segundo álbum, Jódete, con Basati Diskak, lo que llevó al grupo a empezar a ser reconocido en todo el Estado como una de las mejores bandas de punk-rock del momento. Niko, por motivos profesionales, deja un tiempo la banda para marcharse a Londres, aunque sigue colaborando desde la distancia y es sustituido al bajo por Neil. En 1989 graban M.C.D. les desea Merry Christmas, un EP "navideño" compuesto de dos temas.
El cénit de la banda llega con la aparición de De ningún sitio a ninguna parte, editado por Oihuka, en 1991. Niko regresa de Inglaterra, y la formación pasa a ser un quinteto, ahora con 2 bajistas. En marzo de 1993 graban en 3 días un disco de versiones de algunas de las bandas que más les habían influenciado, titulándolo genéricamente M.C.D. Grandes Éxitos de Otros, también editado por Oihuka. Poco después Rockan deja la banda.
Durante una temporada Niko toma el testigo de la voz junto al bajo, pero temporalmente hasta encontrar nuevo cantante. En el impasse, Montxo Armendáriz les elige para hacer la banda sonora de su nueva película Historias del Kronen pero el grupo, por intereses comerciales, es ignorado por los medios. En 1995 graban el álbum Asako Pako, editado por GOR Discos, y en 1996, Sueko (excantante de Putakaska) pone la voz en los directos durante un año.
En el verano de 1997 y con Tonino ya de cantante, la banda gira un par de semanas por Argentina. Tras esa buena experiencia el grupo graba su segundo disco en directo en la sala Bilborock de Bilbao: Inoxidable, con Zero Records, acompañado de un vídeo del concierto. Éste es muy bien acogido en todo el Estado español y en Sudamérica.
Llega 1998, el Athletic Club celebra su centenario y M.C.D. su vigésimo aniversario, con lo que lanzan el miniálbum Athletic 100 - MCD 20, editado por Zero Records. Tres temas, uno especial para la ocasión ("Athletic"), otro de temática bilbaína y el himno del club a ritmo sexpistolniano que actualmente se puede escuchar en el Estadio de San Mamés. Dicho tema aparece también en el vídeo oficial del Centenario del Athletic Club editado por el club y dirigido por Pedro Olea. El disco llega a ser Disco de Oro.
En 1999 se publica el álbum Y punkto, por Zero Records. Poco antes de la grabación, Neil cambia el bajo por la guitarra, pasando la banda a tener dos guitarristas. Poco después, Joakin y Neil, abandonan la banda por desavenencias musicales. Entra Lino, bajista de la banda Parabellum, quien ya había ayudado a la banda en otras ocasiones, sustituyendo a Joakin en la guitarra. Para el año 2000, el grupo decide romper, dejar de funcionar con discográficas y publica libremente -en internet- el disco imbecil.com, disco totalmente autoproducido y grabado en el local de ensayo que es distribuido físicamente por Zero Records a un módico precio. A pesar de no estar a la altura de otros trabajos musicalmente hablando, y de estar disponible libre y gratuitamente en internet con decenas de miles de descargas, el grupo vende más de 14 000 copias en las tiendas, entrando paradójicamente en la lista de ventas de AFYVE. La banda, tras una sequía musical de casi 2 años, graba un tema homenaje para el 25 aniversario de las Comparsas de Bilbao, Un Yankee vino a Bilbao.
El conjunto aguantó hasta inicios del tercer milenio. En el año 2003, Niko, el último miembro fundador de M.C.D., abandona la banda y crea el grupo Motorsex junto a Joakin y Bernar, exmiembros de M.C.D., más la incorporación de Koldo a la voz. Un año más tarde, y tras entrar Elier en M.C.D., publican el disco MaCarraDa. Tonino, Lino, Jimi y Elier, que estaban en ese momento en la banda, decidieron adoptar el nombre de su último trabajo y pasaron a llamarse MaCarraDa. Seguidamente Niko, Bernar, Joakin, Neil y Rockan reaparecieron juntos como M.C.D. en un único concierto, llamado Funeral Punk Party, para dar por finalizado al grupo.

## Segunda etapa
Posteriormente al concierto del funeral, y animados por su mánager, Jimmi, Joakin, Neil y Koldo vuelven a tocar el repertorio de M.C.D. pero bajo diferentes nombres como A68, WCD y Rotaflex. Para inicios de 2011 anunciaron su vuelta oficial, ya con el nombre de M.C.D. y continuando con la misma formación. Hacen una gira hasta finales de 2012 y en diciembre de ese mismo año Jimmi y Koldo salen de la banda. En febrero de 2013 entra Iñigo "Txapelpunk" a la voz y Jonan a la batería con quienes graban y sacan a la venta un doble CD, en enero de 2015, titulado "Con un par", en el que incluyen canciones nuevas y un directo. 
En julio de 2015 se edita el doble vinilo "Funeral en Vivo 1979-2004", grabado en directo en el concierto despedida que hicieron en mayo de 2005 y publicado diez años después de su grabación.
Poco después Iñigo deja la banda en octubre de 2015 y en enero de 2016 le sustituye Efe a las voces. En el verano de 2016 se suceden nuevos cambios en la formación, con la marcha del batería Jonan y la incorporación de Txilo en febrero de 2017. La banda continúa tocando hasta finales de 2017 y tiene lugar una pausa de varios meses a causa de las complicaciones de salud de Neil. Ya en junio de 2018 Efe asume las labores de bajista tras la retirada temporal de Neil por problemas de salud, y la banda pasa a ser un trío. El 30 de septiembre de 2018 fallece el bajista Neil tras una larga lucha contra el cáncer que padecía.

## Miembros
Formación actual
- Jokin – guitarra (1986–1999, 2005, 2011–presente)
- Asier – batería 2021–presente)
- Jorge – bajo (2022–presente)
- Unai – voz (2022–presente)

Antiguos miembros
- Efe -voz y bajo (2016-2022)
- Bronkoki – voz (1979–1981)
- Rockan – voz (1981–1994, 2005)
- El Sueko – voz (1996)
- Tonino – voz (1997–2004)
- Koldo – voz (2011–2012)
- Iñigo – voz (2013–2015)
- Ruffus – guitarra (1979–1982)
- Virgi – guitarra (1985)
- Lino – guitarra (1999–2004)
- Niko – bajo (1979–1988, 1992–2003, 2005)
- Neil – bajo (1988–1999, 2005, 2011–2017); guitarra (1999)
- Elier – bajo (2003–2004)
- Bernar – batería (1979–1988, 2005)
- Jimmy – batería (1988–2004, 2011–2012)
- Jonan – batería (2013-2016)
- Txilo – batería (2017-2021)

## Discografía

### Discos oficiales
- Empezamos un 23-F (1985, maqueta)
- Bilboko Gaztetxean (1987)
- Jódete (1989)
- De ningún sitio a ninguna parte (1991)
- M.C.D. (Versiones) (1993)
- Asako Pako (1995)
- Inoxidable (grabado en directo) (1997)
- Y Punkto! (1999)
- Imbecil.com (2001)
- MaCarraDa (2004)
- Empezamos un 23-F (2009, maqueta remasterizada en vinilo y CD)
- Con un par (2015 doble CD en estudio y en directo)
- Funeral en vivo 1979-2004 (2015, doble vinilo y CD)

### Colaboraciones y otros discos
- Participación en el recopilatorio "Condenados a Luchar" (1986)
- Single - Les desea Merry Krismas (Papá Noel - 25 de diciembre) (1989)
- Single - De Ningún Sitio a Ninguna Parte (1991)
- Banda sonora principal para "Historias del Kronen" de Montxo Armendariz (1995)
- EP - Athletic 100 - MCD 20 (contiene temas dedicados al Athletic Club (1998)